# Manu Herrera
Manuel Herrera Yagüe, meglio noto come Manu Herrera (Madrid, 29 settembre 1981), è un calciatore spagnolo, portiere svincolato.

## Carriera
In carriera ha giocato complessivamente 143 partite nella seconda serie spagnola con le maglie di Eibar, Levante, Alcorcon ed Elche, ottenendo con quest'ultima squadra anche una promozione in massima serie.
Nella stagione 2013-2014 ha debuttato nella massima serie del campionato spagnolo con l'Elche.